# Na Lay
Na Lay là một phường thuộc thị xã Mường Lay, tỉnh Điện Biên, Việt Nam.

## Địa lý
Phường Na Lay nằm ở trung tâm thị xã Mường Lay, có vị trí địa lý:
- Phía đông giáp huyện Mường Chà
- Phía tây và phía nam giáp xã Lay Nưa
- Phía bắc giáp phường Sông Đà.

Phường Na Lay có diện tích 22,88 km², dân số năm 2022 là 5.239 người,  mật độ dân số đạt 228 người/km².

## Hành chính
Phường Na Lay có được chia thành 6 tổ dân phố và 10 bản.

## Lịch sử
Ngày 26 tháng 8 năm 2019, HĐND tỉnh Điện Biên ban hành Nghị quyết số 124/NQ-HĐND về việc:
- Sáp nhập TDP 3 và TDP 4 vào TDP 2.
- Thành lập TDP 3 trên cơ sở TDP 5 và TDP 6.
- Thành lập TDP 4 trên cơ sở 3 TDP: 7, 8, 9.
- Thành lập TDP 5 trên cơ sở TDP 10 và TDP 11.
- Thành lập TDP 6 trên cơ sở TDP 12 và TDP 13.
- Sáp nhập Bản Bó vào Bản Hốc.